# Violetta Oblinger-Peters

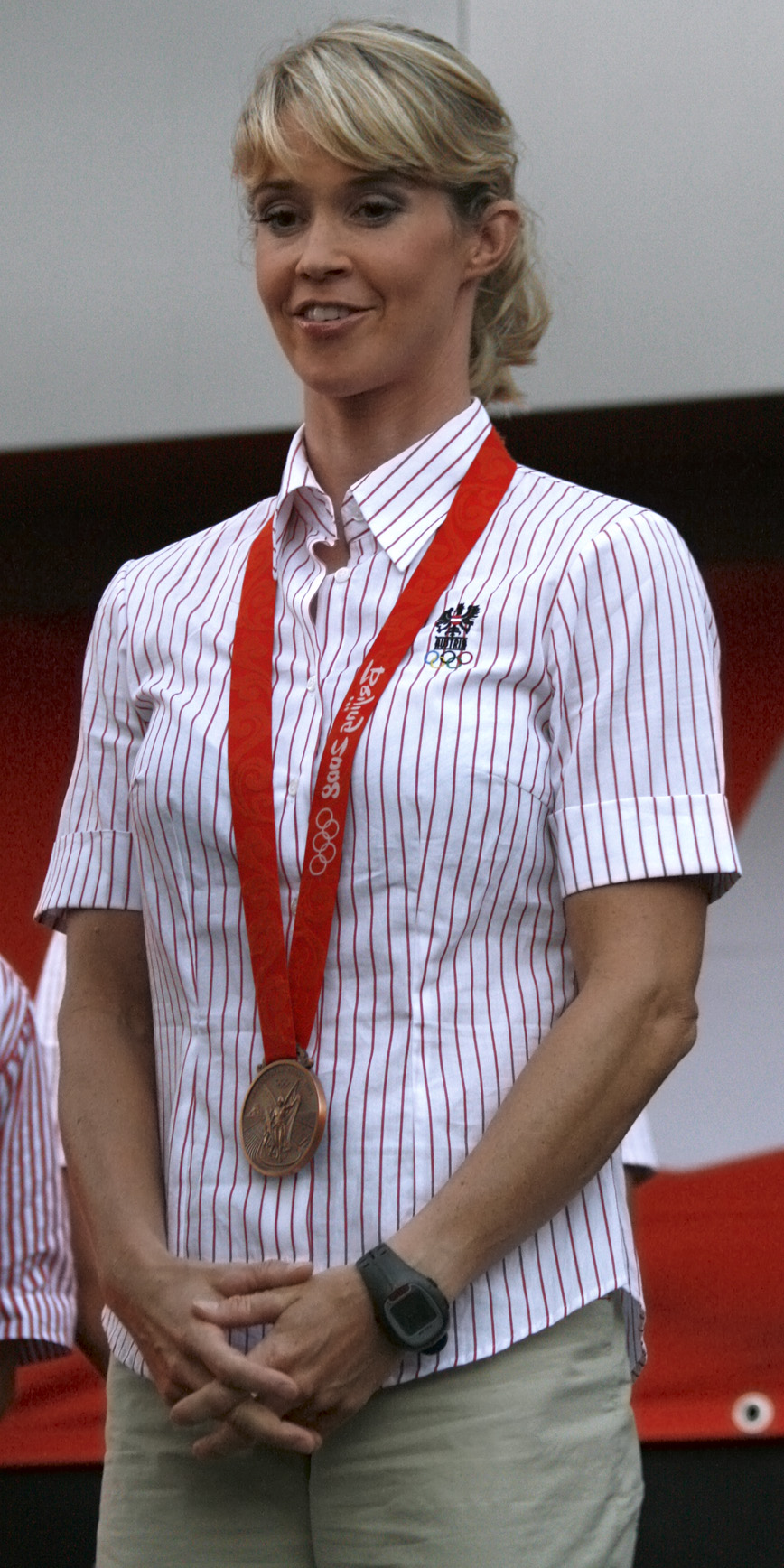
Violetta Oblinger-Peters mit ihrer Bronzemedaille von den Olympischen Spielen 2008 in Peking

Violetta Oblinger-Peters (* 14. Oktober 1977 in Schwerte, Deutschland) ist eine österreichische Kanutin. Sie wurde 2008 Olympiadritte im Kanuslalom.

## Leben
Ihr Vater Wolfgang Peters war dreifacher Weltmeister im Einer-Canadier, ein Onkel war doppelter Vizeweltmeister im Kajak. Ihre Liebe zu diesem Sport entdeckte Violetta Peters allerdings erst, als sie als Aufpasserin fungierte, wenn ihr jüngerer Bruder im Fahrwasser des Vaters dahinpaddelte. 1994 lernte sie beim Paddeln in Lofer den österreichischen Slalomkanuten Helmut Oblinger kennen, 1999 heirateten die beiden. Sie leben in Schärding, Oberösterreich. 2003 schloss Oblinger-Peters ihr Wirtschafts-, Sprach- und Kulturraum-Studium an der Universität Passau mit dem Titel Diplom-Kulturwirtin ab. Seit Herbst 2004 studiert sie Psychologie an der Universität Salzburg.
Violetta Peters wurde 1994 und 1995 Deutsche Meisterin der Juniorinnen im Teamwettbewerb. Bis 1996 startete sie international für Deutschland und belegte 1995 bei den Junioreneuropameisterschaften den 17. Rang im Einer-Kajak. 1997 nahm sie zum ersten Mal für Österreich an einer internationalen Meisterschaft teil und wurde 28. bei den Weltmeisterschaften in Três Coroas. Ihr bisher größter Erfolg war der Gewinn der Bronzemedaille bei den Olympischen Spielen 2008 in Peking. Zuvor musste sie sich mühsam an die Spitze zurückkämpfen, nachdem Anfang 2008 im AKH Linz eine Herzrhythmusstörung mittels Herzkatheter-Eingriff behoben wurde. Nachdem sie 2009 Mutter eines Jungen geworden war, belegte sie bei der Weltmeisterschaft im selben Jahr in La Seu d’Urgell den fünften Rang. Bei der Weltmeisterschaft 2010 im slowenischen Tacen erreichte sie hinter ihrer Landsfrau Corinna Kuhnle und der slowakischen Gesamtweltcupsiegerin Jana Dukátová die Bronzemedaille. Von 2004 bis 2016 war Oblinger-Peters im Heeressportzentrum des Österreichischen Bundesheers aktiv.

## Sportliche Erfolge
Olympische Spiele:
- Olympische Spiele Sydney 2000: 15. Platz
- Olympische Spiele Athen 2004: 12. Platz
- Olympische Spiele Peking 2008: Bronze

Weltmeisterschaften:
- 1997: 28. Platz (Einzel)
- 1999: 30. Platz (Einzel)
- 2002: 16. Platz (Einzel)
- 2003: 30. Platz (Einzel)
- 2005: 18. Platz (Einzel) / Bronze (Team)
- 2006: 10. Platz (Einzel) / 6. Platz (Team)
- 2007: 16. Platz (Einzel) / 11. Platz (Team)
- 2009: 5. Platz (Einzel) / 6. Platz (Team)
- 2010: Bronze (Einzel) / 13. Platz (Team)
- 2011: 6. Platz (Einzel) / 4. Platz (Team)

Europameisterschaften:
- 1998: 23. Platz (Einzel)
- 2000: 23. Platz (Einzel)
- 2002: 6. Platz (Einzel)
- 2005: 4. Platz (Einzel) / Bronze (Team)
- 2006: 16. Platz (Einzel)
- 2007: Gold (Einzel) / 7. Platz (Team)
- 2008: 19. Platz (Einzel) / 6. Platz (Team)
- 2010: 11. Platz (Einzel) / 8. Platz (Team)
- 2011: 22. Platz (Einzel) / Silber (Team)

Weltcup:
- Weltcup Tacen 2001: 3. Platz
- Weltcup Tacen 2002: 2. Platz
- Gesamtweltcup 2002: 5. Platz
- Gesamtweltcup 2003: 5. Platz
- Weltcup-Finale Bratislava 2003: 3. Platz
- Gesamtweltcup 2007: 3. Platz
- Gesamtweltcup 2008: 3. Platz

Beste Weltranglistenposition: 3. Rang (2003) 
Nationale Erfolge:
- Neunfache österreichische Meisterin
- Oberösterreichische „Sportlerin des Jahres“ 2000

## Auszeichnungen
- 2006: Goldenes Verdienstzeichen der Republik Österreich
- 2009: Goldenes Ehrenzeichen des Landes Oberösterreich[4]